# Sad but True
Sad But True – utwór heavymetalowej grupy muzycznej Metallica, wydany jako piąty i ostatni singel promujący album Metallica. Wideoklip do utworu pojawił się w październiku 1992.

## Utwór
Choć Metallice zdarzało się stroić gitary do dźwięku D, podczas nagrywania i grania na żywo coverów Crash Course in Brain Surgery czy The Small Hours, utwór Sad But True jest drugim w dorobku zespołu, gdzie wykorzystano ten strój (pierwszym był The Thing That Should Not Be). Basista Jason Newsted do nagrania tego utworu zestroił swoją pięciostrunową gitarę basową do A.

## W kulturze popularnej
- Struktura instrumentalna utworu została wykorzystana przez Kid Rocka na singlu z roku 2000, American Bad Ass, umieszczonej na składance The History of Rock.
- W roku 2004 czasopismo Guitar Player określiło fragment utworu jako jeden z 50 najlepszych dźwięków wszech czasów[2].

## Lista utworów
Singel amerykański
1. Sad but True
2. So What?

Singel międzynarodowy, część 1
1. Sad but True – 5:27
2. So What? – 3:09
3. Harvester of Sorrow (Live) – 6:41

Singel międzynarodowy, część 2
1. Sad but True – 5:27
2. Nothing Else Matters (Elevator Version) – 6:31
3. Creeping Death (Live) – 8:01
4. Sad but True (Demo) – 4:53

Wydanie brytyjskie z nadrukiem na płycie
1. Sad but True – 5:26
2. Nothing Else Matters (Live) – 6:13
3. Sad but True (Live) – 6:12

Brytyjski i niemiecki siedmiocalowy winyl
1. Sad but True – 5:24
2. Nothing Else Matters – 6:29

Wydanie francuskie
1. Sad but True – 5:27
2. Nothing Else Matters (Edit) – 6:29

Międzynarodowy siedmiocalowy winyl
1. Sad but True
2. Nothing Else Matters (Live)
3. Sad but True (Live)

## Personel
- James Hetfield – wokal prowadzący, gitara rytmiczna
- Kirk Hammett – gitara prowadząca
- Jason Newsted – gitara basowa
- Lars Ulrich – perkusja